# Józef Głowacki (poseł)
Józef Głowacki (ur. 1848 w Czołowie, zm. 1927 w Anusinie) – chłop, poseł do Dumy.

## Rodzina i edukacja
Józef Głowacki był jednym z dziewięciorga dzieci Walentego i Marii z domu Raszka (pochodzącej ze Starego Radziejowa). Ojciec Walenty, urodzony w Woli Wapowskiej, posiadał gospodarstwo rolne o powierzchni 34 ha w Czołowie. Walenty Głowacki gospodarstwo to nabył za spadek otrzymany po swoim ojcu Jakubie, który w Woli Wapowskiej pozostawił podobnej wielkości gospodarstwo oraz w gotówce 2700 talarów. Józef Głowacki od 1875 r. był żonaty z Katarzyną z Kępskich. Z małżeństwa tego urodziło się pięciu synów i pięć córek. Trzech synów zmarło na włośnicę. Syn Michał zaginął w czasie wojny rosyjsko-japońskiej w 1905 na terenie Mandżurii.
Józef Głowacki naukę języka polskiego wyniósł z rodzinnego domu, ukończył też dwie klasy szkoły elementarnej w Radziejowie, gdzie prowadzono nauczanie w języku rosyjskim. Język niemiecki opanował w czasie praktyk w majątkach ziemskich na terenie zaboru pruskiego w okolicach Inowrocławia. Z literaturą polską zapoznał się w Czołowie: w domu znajdowała się skrytka (wejście przez wysuwane trzy stopnie schodów prowadzących na pierwsze piętro), w której przechowywano literaturę polską, m.in. kalendarze drukowane w Poznaniu na terenie zaboru pruskiego. Kryjówka ta powiązana  była z siecią kolportażu polskiej literatury zorganizowaną przez Bartłomieja Nowaka.
Z bratem ks. Kazimierzem brał udział w pielgrzymce do Rzymu, gdzie uczestniczył w audiencji z papieżem Leonem XIII.

## Kariera
W kampanii wyborczej do Dumy w Petersburgu uzyskał wsparcie księży, w tym czterech w rodzinie (m.in. brata – ks. Kazimierza Głowackiego, proboszczaw w Bytoniu, ciotecznego brata – ks. Wojciech Kmieć zm. 1946 w Sędzinie).
W  kampanii  wyborczej upowszechniony został mit, że Józef Głowacki jest potomkiem
Bartosza Głowackiego. Sprzyjało temu nazwisko oraz fakt wybudowania pomnika  Bartosza Głowackiego w Byczynie, gdzie w pobliżu (Byczyna-Kolonia) mieszkała jego córka Katarzyna. Dnia 19 lutego 1907 r. został wybrany posłem do II Dumy z guberni warszawskiej, z powiatu nieszawskiego. Do  II Dumy z guberni warszawskiej wybrani zostali: Roman Dmowski (m. Warszawa), Franciszek Nowodworski (m. Warszawa), Józef Głowacki, Jan Gralewski, Władysław Grabski, Władysław Nowca i Kajetan Piechowski.
Józef Głowacki w parlamencie nie przejawiał większej aktywności. Po rozwiązaniu izby zerwał z polityką  i zajął się  handlem. Jeszcze przed I wojną światową  wszedł w posiadanie folwarku o powierzchni  200 ha  w Anusinie.
Józef Głowacki  zmarł w Anusinie i pochowany został  w grobowcu rodzinnym na cmentarzu w Piotrkowie Kujawskim.